# Géza (grão-príncipe)
Géza da Hungria (c. 945–1 de fevereiro de 997), um membro da Casa de Arpades, foi um grão-príncipe (em húngaro:  nagyfejedelem) dos magiares (r. 972–997). Conhecido em latim como "dux ungarorum" ("Príncipe dos húngaros"), era o suserano nominal de todas as sete tribos magiares e da terra situada na bacia dos Cárpatos. Tentou integrar a Hungria com a Europa ocidental cristã e estabeleceu as bases para a construção do estado húngaro no modelo ocidental, permitindo a entrada de missionários cristãos no principado da Hungria depois de assinar um tratado de paz, em 973, com o imperador do imperador Otão I em Quedlimburgo, então aliado do Império Bizantino.
Ao mesmo tempo, governou com energia e até mesmo crueldade, embora grande parte do seu reinado tenha desfrutado quase sem conflitos. Sua política de paz foi reforçada pelos casamentos dinásticos (que era muito natural para a época) entre os seus filhos e outros membros de casas reais, tudo a fim de reafirmar a autoridade dos magiares na Panônia. Géza esforços para estabelecer um governo central estável e assegurar o trono para seu filho não foram muito bem-sucedidos, uma vez que o reino teve de ser compartilhado com outros membros da família.

## Árvore genealógica da Casa de Arpades
|-

### Bibliografía
- Horváth, P. e Hámori, P. (2003). Történelem. Budapeste, Hungria: Nemzet Tankönyvkiadó. Szasz, E. (2005). Kepes Magyarország Történelmi Atlasza. Budapeste, Hungria: Liliput Kiadó.